# شكيل أباد
شكيل أباد (بالفارسية: شکیل‌آباد) هي قرية تقع في منطقة بولان في إيران. يقدر عدد سكانها بـ 213 نسمة بحسب إحصاء 2016.